# 萨伊 (索恩-卢瓦尔省)
萨伊（法語：Sailly，法語發音：[saji]）是法国索恩-卢瓦尔省的一个市镇，属于马孔区。

## 地理
萨伊（46°32'10"N, 4°33'59"E）面积8.96 平方千米，位于法国勃艮第-弗朗什-孔泰大區索恩-卢瓦尔省，该省份为法国中部省份，北起顺时针与科多尔省、汝拉省、安省、罗讷省、卢瓦尔省、阿列省和涅夫勒省接壤。
与萨伊接壤的市镇（或旧市镇、城区）包括：锡日勒沙泰勒、谢里泽、帕西、圣马丹德萨朗塞、吉河畔萨洛奈、博奈-圣伊泰尔。

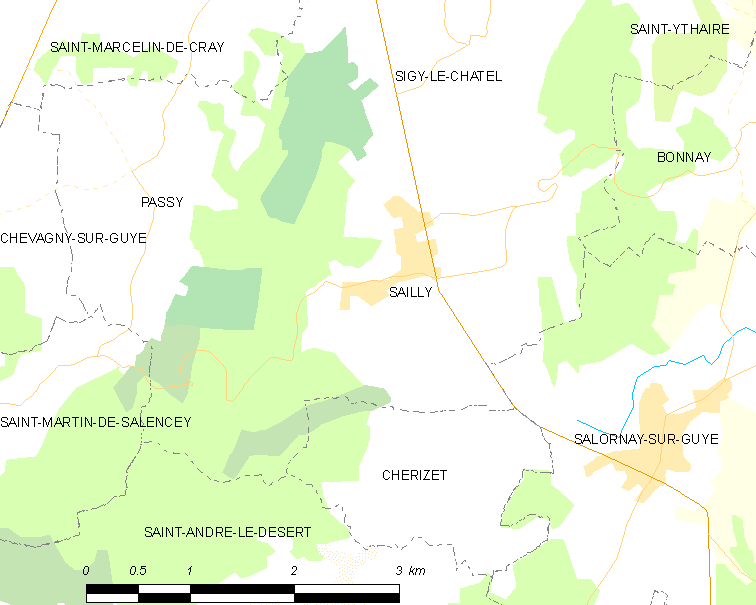
的OSM定位图

萨伊的时区为UTC+01:00、UTC+02:00（夏令时）。

## 行政
萨伊的邮政编码为71250，INSEE市镇编码为71381。

## 政治
萨伊所属的省级选区为克吕尼县。

## 人口

1962-2008年间人口变化图示

萨伊于2022年1月1日时的人口数量为70人。